# Geinula
Geinula is een geslacht van kevers uit de familie bladkevers (Chrysomelidae).
De wetenschappelijke naam van het geslacht werd in 1936 gepubliceerd door Oglobin.

## Soorten
- Geinula antennata (Chen, 1961)
- Geinula coeruleipennis Chen, 1987
- Geinula jacobsoni (Ogloblin, 1936)
- Geinula longipilosa Chen, 1987
- Geinula nigra (Gressitt & Kimoto, 1963)
- Geinula rugipennis Chen, 1987
- Geinula similis Chen, 1987
- Geinula trifoveolata Chen, 1987